# Kástro Agíou Ilaríonos
Kástro Agíou Ilaríonos är ett slott i Cypern. Det ligger i distriktet Eparchía Kerýneias, i den nordöstra delen av landet, 17 km norr om huvudstaden Nicosia. Kástro Agíou Ilaríonos ligger 622 meter över havet. Det ligger i norra delen på ön Cypern.
Terrängen runt Kástro Agíou Ilaríonos är varierad. Havet är nära Kástro Agíou Ilaríonos åt nordost. Trakten runt Kástro Agíou Ilaríonos är ganska glesbefolkad, med 25 invånare per kvadratkilometer. Närmaste större samhälle är Nicosia, 17,0 km söder om Kástro Agíou Ilaríonos. Trakten runt Kástro Agíou Ilaríonos är i huvudsak ett öppet busklandskap.